# Rozchodníkovec velký
Rozchodníkovec velký (Hylotelephium maximum, syn. Sedum maximum) je vytrvalá rostlina z čeledi tlusticovitých. Rozchodníkovce patří mezi sukulentní rostliny.

## Příbuzné druhy
Druh je součástí komplexu menších druhů, kromě tohoto taxonu rostou v ČR ještě další podobné druhy, jako rozchodníkovec křovištní (Hylotelephium jullianum), rozchodníkovec nachový (Hylotelephium telephium). Někteří autoři tyto taxony uvádí jen jako poddruhy. Pěstován jako okrasná rostlina a občas zplaňuje rozchodníkovec nádherný (Hylotelephium spectabile), v blízkých západních Karpatech (nejblíže na Slovensku) roste rozchodníkovec zubatý (Hylotelephium argutum).